# 伊藤君子
伊藤 君子（いとう きみこ、1946年7月11日 - ）は、ジャズシンガー。香川県小豆島町生まれ。武蔵野美術大学油絵科卒業。

## 来歴
4歳のとき、ラジオ番組から流れる美空ひばりの歌声に魅了され、歌手を志す。19歳の時に上京後、武蔵野美術大学油絵科を卒業。その後アニメ制作会社に入社。「オバケのQ太郎」や「リボンの騎士」等の作品の下請けでトレースや色塗り等を行っていた。会社の専務の知り合いのハワイアンバンドに加入後、1969年、中原 マキの芸名でポップ演歌歌手としてシングル「幸わせにふるえて」でデビューする。5枚ほどシングルを発売し、その後ジャズピアニストとの出会いをきっかけに、ジャズシンガーの道へ進み、1982年、アルバム『BIRDLAND』で伊藤 君子として再デビュー。1984年4月より半年間ニューヨークに滞在しクラブ「サットンズ」に出演した。
1987年にエディ・ゴメス『Power Play』（EPIC/SONY）の録音に参加した。1989年、日米同時リリースされたアルバム『Follow Me』が米ラジオ&レコード誌のコンテンポラリー・ジャズ部門の16位にチャート・イン（日本人女性歌手で初）。
2004年、押井守監督の映画『イノセンス 』の主題歌を歌い話題となる。

## 音楽
アルバム
- 1982年 『バードランド (THE BIRDLAND)』
- 1983年 『ザ・ウェイ・ウィー・ワー (The Way We Were)』 - ニューヨーク録音
- 1986年 『ア・タッチ・オブ・ラブ (A TOUCH OF LOVE)』
- 1989年 『フォロー・ミー (FOLLOW ME)』
- 1993年 『STANDARDS MY WAY』
- 2000年 『KIMIKO』
- 2004年 『一度恋をしたら (Once You’ve Been In Love)』
- 2007年 『JAZZDAGA?JAZZDAJA!』（津軽弁のジャズ）インディーズ発売

シングル
- 2004年『Follow Me』

1989年発表の同名曲を川井憲次が編曲したもので、映画『イノセンス』の主題歌に使用された。原曲はデミス・ルソスが1982年に発表したシングル曲で、ロドリーゴ作曲のアランフエス協奏曲第2楽章にハーバート・クレッツマーとハル・シェイパーによる歌詞を付けたもの。
ミュージッククリップ
- 2004年 『イノセンスの情景 Animated Clips』

## 賞歴
- 1987年 日本ジャズヴォーカル賞 大賞（ジャズワールド紙主催）